# Rock alternatywny
Rock alternatywny (ang. alternative rock) – grupa stylów muzyki rockowej powstałych w latach osiemdziesiątych i połowie lat dziewięćdziesiątych XX wieku, głównie na terenie Stanów Zjednoczonych. Gitarowy, niekomercyjny i często nagrywany bez przejmowania się jakością dźwięku rock alternatywny był dokładnym przeciwieństwem większości odmian muzyki popularnej lat osiemdziesiątych z jej cukierkowym brzmieniem syntezatorów i sterylną produkcją nagrań.

## Historia
Początków rocka alternatywnego należy szukać w muzyce punkrockowej. Krótkotrwała eksplozja popularności kultury punk w drugiej połowie lat 70. XX wieku pozostawiła po sobie wiele zespołów grających prostą, hałaśliwą muzykę zainspirowanych tym stylem rocka. Stopniowe odchodzenie przez nie od
punkowych schematów i poszukiwanie nowych środków wyrazu zaowocowało powstaniem grupy stylów muzycznych (takich jak rock gotycki, hardcore, nowa fala czy post punk) która stała się później fundamentem rocka alternatywnego.
Właściwa historia rocka alternatywnego zaczyna się na początku lat osiemdziesiątych w Stanach Zjednoczonych, kiedy niezależne rozgłośnie studenckie zaczęły masowo grać muzykę nazywaną college rockiem (termin ten w swoim najszerszym znaczeniu był wtedy synonimem rocka alternatywnego). Scena alternatywnego rocka zaczyna się dynamicznie rozwijać i ewoluować, wciąż powstają nowe style, często bardzo już odległe od punk rocka (noise rock, dream pop, shoegaze).
Przez całe lata osiemdziesiąte jednak, pomimo osiągnięcia przez niektóre z grup (U2, R.E.M.) dużej popularności, rock alternatywny jako gatunek był ciągle zjawiskiem niszowym. Sytuacja zmieniła się na początku lat dziewięćdziesiątych, kiedy nagły (i niespodziewany) sukces komercyjny osiągnięty przez debiutujące grupy Nirvana i Pearl Jam wywołał na całym świecie falę zainteresowania stylem grunge, a później całą podziemną (lub promowaną jako podziemna) muzyką rockową. Oznaczało to jednak koniec dawnego rocka alternatywnego – z chwilą, kiedy został zaakceptowany jako część głównego nurtu muzyki, jego najważniejsi przedstawiciele osiągnęli status gwiazd, a nowo powstające zespoły i gatunki często były świadomie ukierunkowane na sukces komercyjny, termin ten stracił wcześniejsze znaczenie. Mimo to wiele zespołów powstałych w tym okresie nadal nagrywa, osiągając często spory rozgłos medialny, a sam termin znajduje użytek jako określenie na zespoły takie jak Radiohead, Coldplay czy Placebo – popularne i odnoszące komercyjne sukcesy, lecz zarazem w pewien sposób zakorzenione w tradycji dawnego rocka alternatywnego.

## Wpływy
- grunge
- punk rock
- post punk
- nowa fala
- hardcore punk